# Casa dell'Albergo

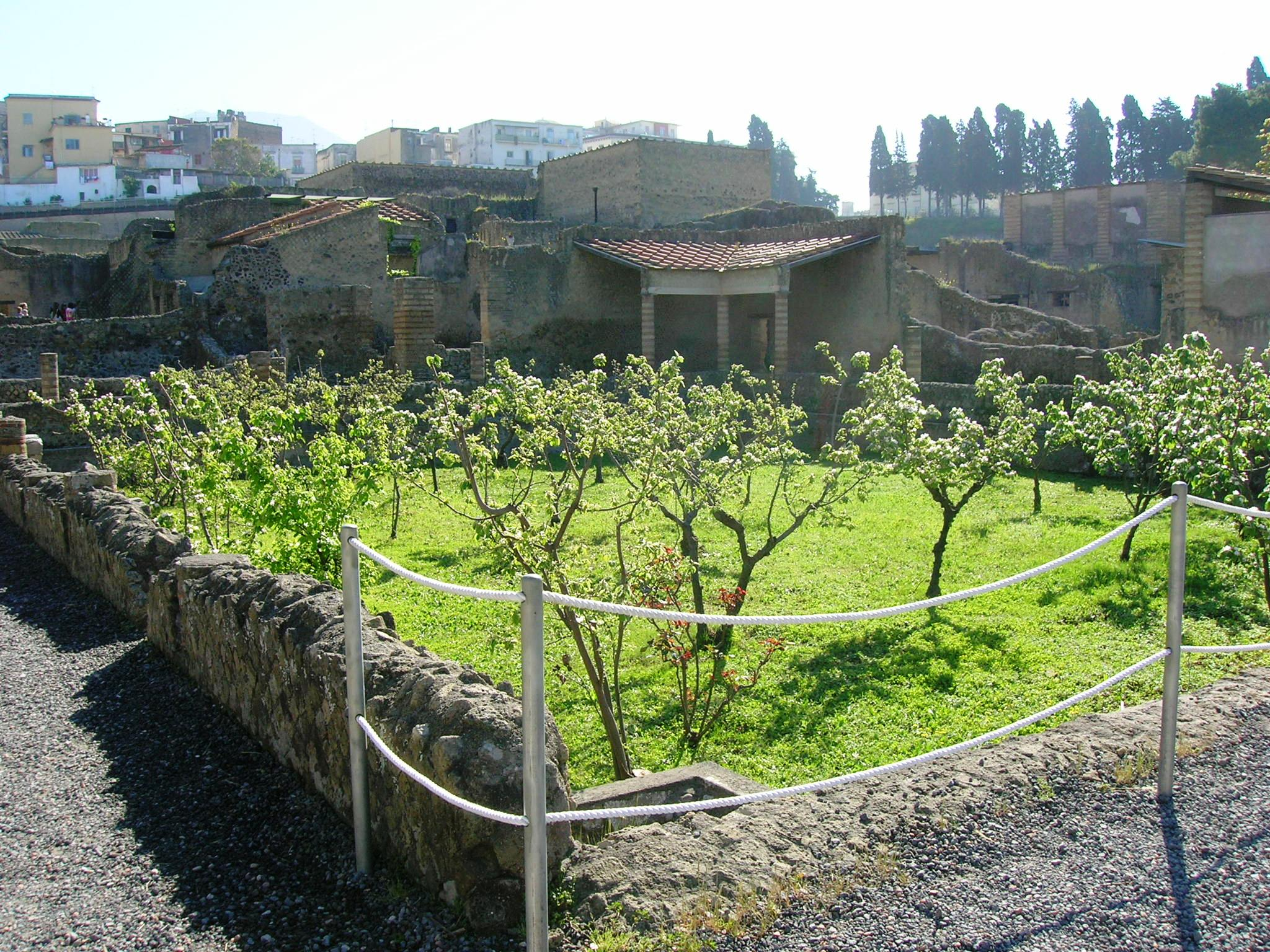
Il peristilio

La casa dell'Albergo è una casa di epoca romana, sepolta durante l'eruzione del Vesuvio del 79 e ritrovata a seguito degli scavi archeologici dell'antica Ercolano: tra tutte le abitazioni esplorate, è la più grande della città.

## Storia e descrizione
La costruzione della casa dell'Albergo risale al periodo augusteo, tra il 27 ed il 14 a.C.: a seguito del terremoto di Pompei del 62, furono effettuati importanti lavori di restauro, sia nelle decorazioni, che nella struttura, con la trasformazione di alcuni ambienti in attività commerciali. Sepolta sotto una coltre di fango, poi solidificatosi in tufo, a causa delle colate piroclastiche durante l'eruzione del Vesuvio del 79, fu esplorata per la prima volta a partire dal 1852 da Carlo Bonucci, per poi essere definitivamente indagata durante degli anni trenta del XX secolo da Amedeo Maiuri.

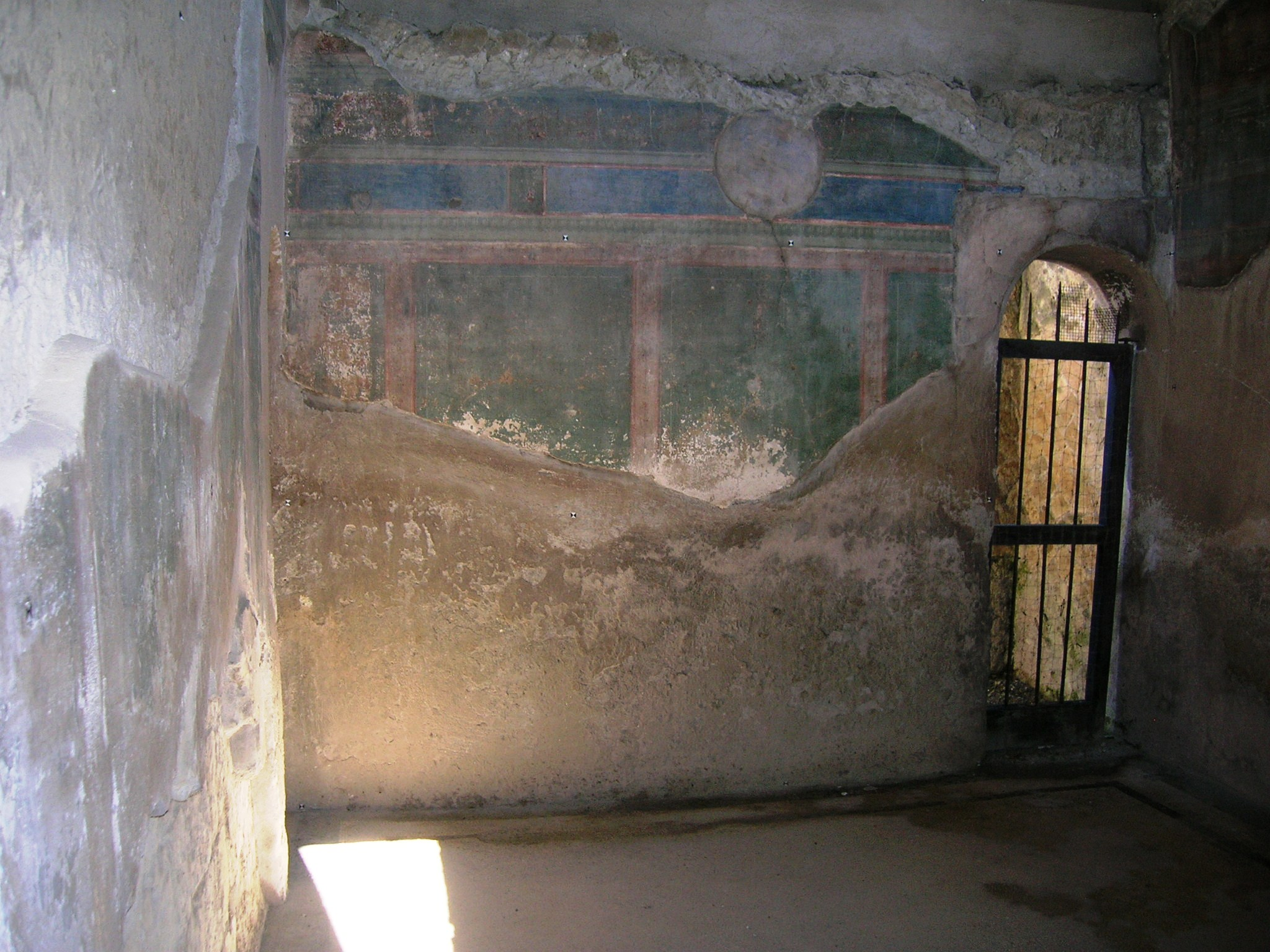
Lapodyterium

La casa dell'Albergo è posta sul ciglio della collina, in posizione panoramica, su quella che prima dell'eruzione era la spiaggia, con veduta sul mare: il cattivo stato di conservazione è dovuto non tanto agli effetti provocati dall'eruzione, quanto ai danni delle prime esplorazioni; con i suoi duemilacentocinquanta metri quadrati è l'abitazione più grande di Ercolano finora scoperta ed è anche l'unica della città a possedere un quartiere termale: fu per questi motivi ritenuta in un primo momento essere un albergo. L'ingresso principale è posto sul cardo IV, da cui si accede all'atrio dove sono visibili i resti dell'impluvium; sul lato destro si apre il quartiere termale che conserva pitture in secondo stile ed è composto da un apodyterium, decorato con pannelli verdi, nei quali si riconoscono figure volanti, e bardature in rosa pallido, da un tepidarium, con pannelli in rosso scuro separati tra loro da fasce verdi e blu con all'interno motivi floreali e da un calidarium, con poche pitture rimaste, se non sulla parete est ed un pavimento a mosaico con tessere bianche e nere, che realizzano in alcuni punti dei delfini: l'ambiente presenta inoltre una piscina e nella parte absidata era posto un labrum. Dall'atrio si accede poi al peristilio, con colonne in opera vittata, realizzate con mattoni e blocchi di tufo: al centro è un orto, nel quale fu rinvenuto il tronco carbonizzato di un albero di pere ed è per questo motivo che sono stati ripiantati alberi della stessa famiglia; intorno al peristilio, con pavimento a mosaico bianco con bordo nero, si aprono, eccetto lungo il lato che corre parallelo alla strada, diversi ambienti, tra cui quelli sul lato ovest nei quali si conserva la pavimentazione a mosaico, in particolare una soglia, che contiene la raffigurazione di un gallo ed una colomba. Proprio questi ambienti separano il peristilio da un cortile porticato con pilastri in opus listatum, sostenuto da sostruzioni a volta, sotto le quali si aprono altri ambienti, a cui si accede tramite un passaggio illuminato da piccole finestre rettangolari, che hanno un pavimento in cocciopesto ed in opus sectile.